# 通灵的按摩师
《通灵的按摩师》（英語：The Mystic Masseur）是一部英国电影，它改编自英国作家奈保尔于1957年发表的小说。人物主要是特立尼达印度社区的成员。
《通灵的按摩师》的电影版在特立尼达岛拍摄，于2001年上映，反响较好。该片的主角是一个沮丧的作家——Ganesh Ramsumair。最后，他成为一个成功的殖民政客，名叫G. Ramsay Muir。